# Seiko Matsuda Single Collection 30th Anniversary Box 〜The voice of a Queen〜
『Seiko Matsuda Single Collection 30th Anniversary Box 〜The voice of a Queen〜』（セイコ マツダ シングル コレクション サーティース アニヴァーサリー ボックス ザ ヴォイス オブ ア クィーン）は、松田聖子通算36作目のベスト・アルバムで4作目のボックス・セット（73枚組）。2010年5月26日発売。発売元はSony Records。

## 解説
73枚組・全288曲。松田の公式サイトやレコード会社公式サイトのディスコグラフィに表記されていないシングルも含まれる。これまでに属した全レーベルから発売された全シングルを2010年最新デジタル・リマスタリング高音質Blu-spec CDに収録。初回生産限定発売・豪華収納BOX仕様。30周年記念限定「The Voice Of a Queen オリジナルマウスパッド」付。12inch・8センチCDジャケットも全て12cmシングルサイズに統一され、豪華ケーキBOXに収納している。

## 収録内容
1. 裸足の季節 4曲
2. 青い珊瑚礁 4曲
3. 風は秋色/Eighteen 4曲
4. チェリーブラッサム 4曲
5. 夏の扉 4曲
6. 白いパラソル 4曲
7. 風立ちぬ 4曲
8. 赤いスイートピー 4曲
9. 渚のバルコニー 4曲
10. 小麦色のマーメイド 4曲
11. 野ばらのエチュード 4曲
12. 秘密の花園 4曲
13. 天国のキッス 4曲
14. ガラスの林檎/SWEET MEMORIES 4曲
15. 瞳はダイアモンド/蒼いフォトグラフ 4曲
16. Rock'n Rouge 4曲
17. 時間の国のアリス/夏服のイヴ 4曲
18. ピンクのモーツァルト 4曲
19. ハートのイアリング 4曲
20. 天使のウインク 4曲
21. ボーイの季節 4曲
22. DANCING SHOES 3曲
23. Strawberry Time 4曲
24. Pearl-White Eve 4曲
25. Marrakech〜マラケッシュ〜 4曲
26. 旅立ちはフリージア 4曲
27. Precious Heart 4曲
28. All the way to Heaven 4曲
29. THE RIGHT COMBINATION 2曲
30. who's that boy 2曲
31. We Are Love 4曲
32. きっと、また逢える… 4曲
33. あなたのすべてになりたい/Shinin' Shinin' 4曲
34. 大切なあなた 4曲
35. A Touch of Destiny 4曲
36. かこわれて、愛jing 3曲
37. もう一度、初めから 4曲
38. 輝いた季節へ旅立とう 4曲
39. 素敵にOnce Again 4曲
40. あなたに逢いたくて〜Missing You〜/明日へと駆け出してゆこう 4曲
41. Let's Talk About It 5曲
42. I'll Be There For You 4曲
43. さよならの瞬間 3曲
44. Good For You 5曲
45. 私だけの天使〜Angel〜/あなたのその胸に 4曲
46. Gone with the rain 4曲
47. 恋する想い〜Fall in love〜 3曲
48. Touch the LOVE 3曲
49. 哀しみのボート 3曲
50. 20th Party 4曲
51. 上海ラヴソング 4曲
52. Unseasonable Shore 4曲
53. True Love Story/さよならのKISSを忘れない 4曲
54. The Sound of Fire 4曲
55. あなたしか見えない 4曲
56. 愛♡愛〜100％♥Pure Love〜 4曲
57. 素敵な明日 4曲
58. all to you 6曲
59. just for tonight 5曲
60. Call me 4曲
61. 逢いたい 4曲
62. Smile on me 5曲
63. 永遠さえ感じた夜 4曲
64. I'll fall in love 4曲
65. しあわせな気持ち 4曲
66. bless you 4曲
67. WE ARE. 4曲
68. 涙がただこぼれるだけ 4曲
69. 真夏の夜の夢 4曲
70. クリスマスの夜 4曲
71. 花びら舞う季節に 4曲
72. Love is all 5曲
73. あの輝いた季節 4曲

## 解説
- Disc1～21,23～27,31～35,37～40,45,50～54,56,60～71,73は#1,2が収録曲、#3,4が収録曲のBacking TrackまたはOriginal Karaokeの計4曲。
- Disc22は#1がタイトル曲、#2がタイトル曲のInstrumental、#3はB面曲の計3曲。
- Disc28は#1がタイトル曲、#2,3がタイトル曲の別ミックス、#4はB面曲の計4曲。
- Disc29,30は#1がタイトル曲、#2がB面曲の計2曲。
- Disc36は#1がタイトル曲、#2がタイトル曲のオリジナル・カラオケ、#3がタイトル曲の別ミックスの計3曲。
- Disc41,44,59はタイトル曲のミックスが計5曲。
- Disc42は#1がタイトル曲、#2,3がタイトル曲のデュエットのそれぞれ片割れのみ、#4はタイトル曲のOriginal Karaokeの計4曲。
- Disc43,47～49,55は#1がタイトル曲、#2がB面曲、#3がタイトル曲のオリジナル・カラオケ、Original Backing TrackまたはInstrumentalの計3曲。
- Disc46は#1がタイトル曲、#2,4がタイトル曲の別ミックス、#3がタイトル曲のOriginal Backing Trackの計4曲。
- Disc57は#1がタイトル曲、#2がタイトル曲の別ミックス、#3がタイトル曲のオリジナル・カラオケ、#4がタイトル曲の別ミックスのオリジナル・カラオケの計4曲。
- Disc58はタイトル曲の別ミックス計6曲。
- Disc72は#1,2が収録曲、#3,4が収録曲のBacking Track、#5がタイトル曲の別ヴァージョンの計5曲。
  - 上記の中には、実際にシングルで発売されたものと収録内容が異なるものもある。

## 関連作品
- Seiko Matsuda 1980-1995
- SEIKO SUITE
- Seiko Matsuda